# Ivo Illuminati
Ivo Illuminati, né à Ripatransone le 11 juin 1882 et mort à Rome le 6 septembre 1963, est un réalisateur, acteur et scénariste et un pionnier du film muet italien.

## Biographie
En 1887, Ivo Illuminati déménage avec ses parents et ses deux frères de sa ville natale de Ripatransone à Rome, où son père travaille comme fonctionnaire de l'État. À Rome, il rencontre le personnel d'Auguste  et Louis Lumière, qui enseignent aux jeunes les nouvelles techniques du cinéma qu'ils viennent d'importer de France, devient un élève de Gaston Velle, directeur de la société de production Cines et apprend à utiliser la caméra.
Entre 1902 et 1913, il réalise de nombreux courts métrages de 2 à 5 minutes, dans lesquels débutent de nombreux acteurs italiens comme Hesperia, Leda Gys, Diomira Jacobini, Maria Jacobini, Fulvia Perini et Elvira Radaelli. Ivo Illumnati a son premier rôle en 1914 dans le film Gespay, fantino e gentiluomo d'Emilio Ghione.
La même année, sa carrière de réalisateur prend son envol avec La fanciulla di Capri, Una donna et Mamma perdona. Il devient une figure établie sur la scène cinématographique italienne avec Leda innamorata, Quando la primavera ritornò, Sotto l'ala della morte, I re, le torri, gli alfieri (1916) et Emir, cavallo da circo (1917). Les deux derniers films sont considérés comme  ses meilleures œuvres. En 1917, Illuminati change de société de production, passant de Medusa Film à Silentium Film de Milan, avec qui il fait La nemica (1917) et Automartirio (1917). Cependant, Illuminati entre en conflit avec un critique de cinéma qui préfère les films importés américains et avec le gouvernement italien, qui a censuré 600 mètres de son film La vita è fumo (1918). Un sort similaire frappe Tombola (1918) et La stirpe (1918). 
Dans les années 1920, la carrière d'Illuminati s'arrête avec l'avènement des films sonores et la mort de son actrice fétiche Margherita Soave, qui a joué dans Alba rossa (1920). En 1921, il réalise encore trois films et devient assistant-réalisateur pour le film Giuseppe Verdi (1938) de Carmine Gallone. 
C'est en 1941 que Ivo Illuminati réalise son dernier film, Il vetturale del San Gottardo, le ministère italien de la Culture populaire lui flanque la collaboration de l'Allemand Hans Hinrich,.
Oublié par le public, Ivo Illuminati meurt à Rome le 6 septembre 1963.

## Postérité

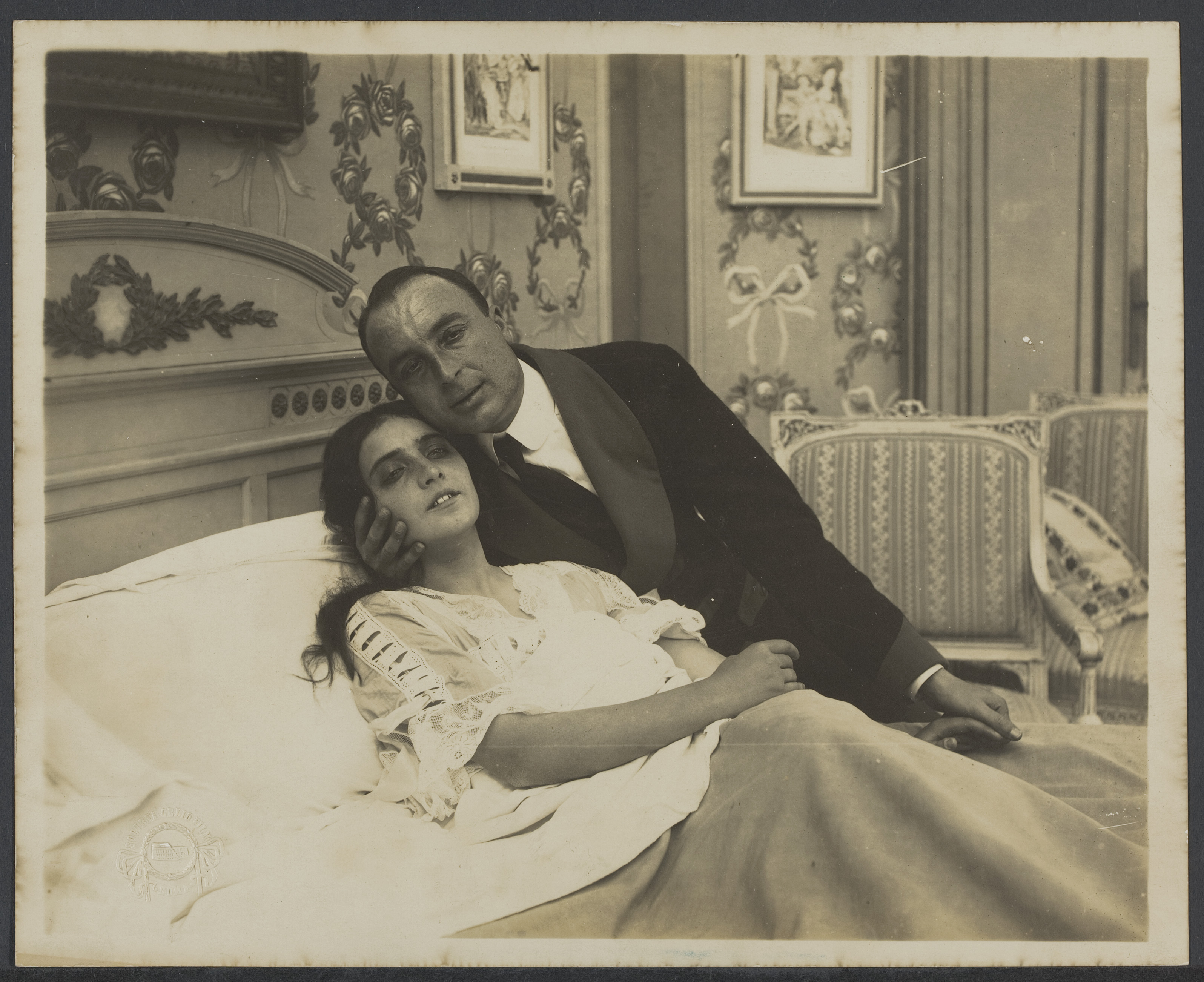
Photo extraite du film Tragico convegno (1915).

La plus grande partie de la production d'Illuminati est perdue, mais la Cineteca Nazionale italiana à Rome conserve des copies restaurées de Selika (1921) et de Vetturale del San Gottardo (1941) présentés au Festival de Venise en 2011. En 2013, Tragico convegno (1915) est retrouvé à l'EYE Film Institute Pays-Bas (la troisième bobine manque) et est présenté au festival Il cinema ritrovato à Bologne.

## Filmographie partielle
- 1914 :
  - La fiamma rossa
  - La viandante
  - Per mia figlia!
  - Tragica confessione
  - La torre dei fantasmi
  - La fanciulla di Capri
  - Una donna
- 1915 :
  - Tragico convegno
  - Per salvarlo!
  - Mamma... Perdono!
  - L'oro maledetto 
  - Sotto l'ala della morte
  - Per non morire
  - Leda innamorata
  - I cavalieri moderni
- 1916 :
  - Quando la primavera ritornò
  - La maschera dell'amore
  - Dopo la raffica
- 1917 :
  - Automartirio
  -  Échec au roi  (Il re, le Torri e gli Alfieri)
  - Emir cavallo da circo
  - La nemica
- 1918 :
  - La vita è fumo
  - Margheritella 
  - Tombola
  - La stirpe
  - Giflée
- 1919 :
  - Eva
  - Miracolo d'amore
  - Papà eccellenza
  - Bruscolo
  - Un segreto nel chiosco
- 1920 :
  - Alba rossa
  - Il mistero dell'americano
  - La nemesi danzante
  - Il filtro di Circe
- 1921 :
  - Selika
  - La maschera
  - Giovanna la pallida
  - Venite, io vi amo 
  - Favilla
  - Come io vi amo
- 1923 :  La locanda delle ombre avec Baldassarre Negroni
- 1935 : L'aria del continente (scénario)
- 1935 : Leggenda azzurra (1940) (scénario)
- 1941 : Il vetturale del San Gottardo (co-réalisateur)